# Desa Soka (administrativ by i Indonesien, lat -7,73, long 110,74)
Desa Soka är en administrativ by i Indonesien.   Den ligger i provinsen Jawa Tengah, i den västra delen av landet, 500 km öster om huvudstaden Jakarta.